# Ceçac (Alier)
Cesset és un municipi francès, situat al departament de l'Alier i a la regió d'Alvèrnia-Roine-Alps. L'any 2007 tenia 368 habitants.

## Demografia

### Població
El 2007 la població de fet de Cesset era de 368 persones. Hi havia 144 famílies de les quals 36 eren unipersonals (16 homes vivint sols i 20 dones vivint soles), 52 parelles sense fills, 52 parelles amb fills i 4 famílies monoparentals amb fills.
La població ha evolucionat segons el següent gràfic:
Habitants censats

### Habitatges
El 2007 hi havia 203 habitatges, 147 eren l'habitatge principal de la família, 30 eren segones residències i 26 estaven desocupats. 198 eren cases i 3 eren apartaments. Dels 147 habitatges principals, 129 estaven ocupats pels seus propietaris, 15 estaven llogats i ocupats pels llogaters i 3 estaven cedits a títol gratuït; 5 tenien dues cambres, 19 en tenien tres, 52 en tenien quatre i 72 en tenien cinc o més. 103 habitatges disposaven pel capbaix d'una plaça de pàrquing. A 48 habitatges hi havia un automòbil i a 84 n'hi havia dos o més.

### Piràmide de població
La piràmide de població per edats i sexe el 2009 era:
| Homes | Edats   | Dones |
| ----- | ------- | ----- |
| 0     | 95 o +  | 0     |
| 4     | 90 a 94 | 0     |
| 4     | 85 a 89 | 8     |
| 4     | 80 a 84 | 8     |
| 8     | 75 a 79 | 12    |
| 20    | 70 a 74 | 12    |
| 4     | 65 a 69 | 24    |
| 4     | 60 a 64 | 8     |
| 16    | 55 a 59 | 4     |
| 16    | 50 a 54 | 12    |
| 12    | 45 a 49 | 16    |
| 12    | 40 a 44 | 4     |
| 28    | 35 a 39 | 24    |
| 4     | 30 a 34 | 0     |
| 0     | 25 a 29 | 8     |
| 4     | 20 a 24 | 0     |
| 12    | 15 a 19 | 4     |
| 12    | 10 a 14 | 16    |
| 28    | 5 a 9   | 16    |
| 4     | 0 a 4   | 4     |

## Economia
El 2007 la població en edat de treballar era de 235 persones, 165 eren actives i 70 eren inactives. De les 165 persones actives 149 estaven ocupades (79 homes i 70 dones) i 16 estaven aturades (9 homes i 7 dones). De les 70 persones inactives 23 estaven jubilades, 22 estaven estudiant i 25 estaven classificades com a «altres inactius».

### Ingressos
El 2009 a Cesset hi havia 153 unitats fiscals que integraven 379 persones, la mediana anual d'ingressos fiscals per persona era de 16.377 €.

### Activitats econòmiques
Dels 11 establiments que hi havia el 2007, 4 eren d'empreses de construcció, 2 d'empreses de comerç i reparació d'automòbils, 1 d'una empresa financera, 3 d'empreses de serveis i 1 d'una empresa classificada com a «altres activitats de serveis».
Dels 6 establiments de servei als particulars que hi havia el 2009, 1 era un taller de reparació d'automòbils i de material agrícola, 3 guixaires pintors, 1 fusteria i 1 perruqueria.
L'any 2000 a Cesset hi havia 16 explotacions agrícoles que ocupaven un total de 828 hectàrees.

## Equipaments sanitaris i escolars
El 2009 hi havia una escola elemental integrada dins d'un grup escolar amb les comunes properes formant una escola dispersa.

## Poblacions més properes
El següent diagrama mostra les poblacions més properes.